# کشتی در المپیک تابستانی ۱۹۸۸ – ۶۲ کیلوگرم آزاد مردان
۶۲ کیلوگرم کشتی آزاد مردان در بازی‌های المپیک تابستانی ۱۹۸۸ به عنوان بخشی از کشتی در بازی‌های المپیک تابستانی ۱۹۸۸ بود که در در سئونگام در سالن ژیمناستیک سئونگام برگزار شد. 

## مدال‌آوران
| طلا    | جان اسمیت ایالات متحده آمریکا |
| نقره   | استپان سارکیسیان اتحاد شوروی  |
| Bronze | Simeon Shterev بلغارستان      |